# Пуерто Кабезас
Билви, званично назван Пуерто Кабезас и раније познат као Брагманс Блаф, град је и општина у Никарагви. Главни је град аутономне регије Севернокарипског приморја (РАЦЦН). Име Билви значи „змијски лист“ у Мајањи.
Општина и читав регион су аутохтона земљишта. Град Билви граничи се са Заједницом десет заједница.
Ураган Феликс погодио је Билви 4. септембра 2007. године, усмртивши око 100 људи. Ураган Ета погодио је град 3. новембра 2020. године, наневши велику штету. 16. новембра 2020. ураган Јота погодио је град као снажну категорију 4.

## Клима
Билви има тропску монсунску климу са значајним падавинама током целе године и кратком сушном сезоном у марту и априлу. Упркос томе, ових месеци просечна количина падавина је 48 mm (1,9 in) и 54 mm (2,1 in). Просечна температура се креће од најнижих 24,5 °C (76,1 °F) у фебруару до 27,8 °C (82,0 °F) у мају. Просечна годишња количина падавина је 2.799 милиметара (110 инча) са 198 дана са мерљивим кишама.

## Историја
Његово оснивање започела су 1690. године три енглеска пирата која су га назвала „Брагманов блеф“, али су га Индијанци Мискито и Мајања увек звали „Билви“.
Иако се налази на територији Мискита, реч „Билви“ значи „нема змија“ пореклом је од Мајање, народа који су традиционално живели на подручју садашњих департмана Матагалпа и Хинотега, али су били принуђени да емигрирају на исток када су шпански освајачи дошли у сукоб са Мискитима. Они су искористили подршку Енглеза у седамнаестом веку да се појаве као доминантна етничка група на већини територије која им припада; као и они који припадају улвама и огранцима.
Током револуције, становништво је нарасло са 5.000 на 30.000 становника због свог војног значаја и политике промоције колонизације коју је промовисала Сандинистичка револуционарна влада. Лука је била важно место доласка војне помоћи Кубе и Совјетског Савеза за Сандинистичку народну војску (ЕПС).
Билви је погодио ураган Феликс, који је са категоријом 5 изазвао разарање дрвених кућа у уторак, 4. септембра 2007. године, и девастирао га за 70%. Главни кампус Универзитета у аутономним регионима карипске обале Никарагве (УРАЦЦАН), на малој удаљености од града који је служио као уточиште за људе, такође је уништен снажним ветровима Феликса, као и кров католичка жупа „Сан Педро Апостол“ и неколико оштећених школа које су изгубиле досијее.

## Економија
Пољопривредна производња је у основи посвећена само-потрошњи и продаји на локалном тржишту Билви. Вађење дрвета је још једна од основних делатности у општини, мада је проценат добити који остаје на локалном нивоу минималан.
Сектор риболова заузима привилеговано место у економским активностима, 3 са великим бројем индустрија посвећених риболову, преради и маркетингу морских ресурса дивљине, међу којима се посебно истичу шкољке. Занатски риболов обављају становници обале.
Општина је такође позната по луци, једној од најважнијих на Никарагванским Карибима, која промовише комерцијалну размену у том подручју кроз извоз и увоз.

## Култура и религија
Званични језик државе је шпански, језици никарагванског креолског енглеског (никарагвански креолски енглески), Мискита, Суму или Сумо, Гарифуна и Рама такође су признати као званични за аутономне регије. Етничка група Мискито - која укључује Замбосе - је већина у општини, они исповедају моравску религију, мада постоје мале групе које припадају другим еванђеоским црквама.
Креоли су распоређени у моравској, адвентистичкој, англиканској и баптистичкој религији; док су метиши католички.
Свака етничка група слави своје културне догађаје, сваки према културној традицији и историјским карактеристикама; поред посебних фестивала етничких група као што су прославе Мискита који им помажу да сачувају сећање и културу својих предака.
Сви становници општине подударају се у свом националном и регионалном идентитету током годишње прославе аутономије, 3 коју је законом одобрила Национална скупштина Никарагве у септембру 1987. године.